# Rio Iquiri
O rio Iquiri, também chamado de rio Ituxi,  é um curso de água do estado do Acre, Brasil. Suas nascentes estão no município de Capixaba, banha o município de Senador Guiomard e chega ao município de Labras (Amazonas) onde passa a ser denominado como Ituxi.